# Basiloterus
Basiloterus es un género extinto de cetáceo arqueoceto de la familia Basilosauridae que vivió durante el Eoceno Superior. Como otros basilosaúridos era un depredador carnívoro. Fue descrito inicialmente por el paleontólogo Philip Gingerich, basado en una vértebra dorsal hallada en la Formación Drazinda de Pakistán. Basiloterus se distingue de Basilosaurus por su largo arco neural anteroposterior y las metáfisis proyectadas más anteriormente.